# 塔岭镇
塔岭镇，是中华人民共和国辽宁省大連市庄河市下辖的一个乡镇级行政单位。

## 行政区划
塔岭镇下辖以下地区：
隈子村、石岭村、宝巨村、东瓜川村、棒棰沟村、朝阳寺村、来宝沟村、福宁村、吴山咀村。